# ألمير أودا
ألمير أودا (بالألمانية: Almir Oda)‏ هو لاعب كرة قدم نمساوي، ولد في 10 يناير 2004.

## وصلات خارجية
- ألمير أودا على موقع قاعدة بيانات كرة القدم.إي يو (الإنجليزية)
- ألمير أودا على موقع Soccerway.com (الإنجليزية)
- ألمير أودا على موقع عالم كرة القدم.نت (الإنجليزية)